# Contramelon howardi
Contramelon howardi är en snäckart som först beskrevs av George French Angas 1869.  Contramelon howardi ingår i släktet Contramelon och familjen Camaenidae. Inga underarter finns listade i Catalogue of Life.